# Petraliella africana
Petraliella africana är en mossdjursart som först beskrevs av Cook 1967.  Petraliella africana ingår i släktet Petraliella och familjen Petraliellidae. Inga underarter finns listade i Catalogue of Life.